# Instituto Costarricense de Turismo
El Instituto Costarricense de Turismo (ICT) es la institución autónoma del gobierno de Costa Rica encargada de planificar y ejecutar políticas y proyectos orientados a impulsar la industria turística, a promover el país como destino turístico y a proteger el patrimonio turístico con desarrollo sostenible. Su actual titular es William Rodríguez Lopez.

## Historia
A finales del siglo XX, comenzaron a desarrollarse en Costa Rica diferentes iniciativas del ámbito privado que se encargaron de promover diferentes actividades turísticas en diferentes puntos del país. Una de estas iniciativas fue la Sociedad Anónima de Bella Vista, creada por una serie de empresarios en 1886 con el fin de rentabilizar diferentes actividades turísticas, en especial del Valle Central y de la ciudad de Puntarenas, y atraer turistas. El Estado, ante el crecimiento del sector turístico dentro del territorio nacional, es atraído por este tema y comienza a ejecutar una serie de iniciativas y decretos para intervenir y promover la actividad económica.
En 1930, el gobierno de Cleto González Víquez, en un intento de desarrollar el turismo en el país impulsado por la promulgación de la Ley n.° 34 del 20 de noviembre de 1928, Ley de Incentivos a la Inversión Turística, se une a una iniciativa del entonces empresario y médico costarricense, Luis Paulino Jiménez Ortiz, para la creación de un hotel moderno en la ciudad de San José que se adaptara a las exigencias de la época y para atraer turistas extranjeros, en especial europeos, a los que se les ofreciera servicios de primer nivel, pues en esa época no existían en el país inmuebles de dicho tipo. El hotel, que recibió el nombre de Gran Hotel Costa Rica, acogió el estímulo del gobierno de González Víquez para su construcción, el cual además se comprometió a ejercer diferentes acciones, como, por ejemplo, exonerar de impuestos la compra de materiales y muebles para el establecimiento.
El 16 de junio del mismo año, con el fin de intervenir en el desarrollo regulado del turismo, el Congreso Constitucional de Costa Rica, a iniciativa del diputado Ricardo Villafranca Carazo, promulga la Ley n.° 91, Ley que crea la Junta Nacional de Turismo e Inmigración. Esta crea la Junta Nacional de Turismo e Inmigración, que inició funciones el 1 de agosto del mismo año y se encargó de fomentar el turismo y la inmigración en el país. Esta junta estaba conformada por representantes de diferentes sectores turísticos de entonces del país, tales como la Cámara de Comercio de Costa Rica, la Asociación Nacional de Productores de Café, o la Asociación de Hoteleros.
Con la promulgación de la anterior Ley, el gobierno de la República se incursionó en fomentar e intervenir en el desarrollo de la actividad turística en el país, por ejemplo, ejerciendo diferentes campañas de turismo a nivel internacional. Sin embargo, diferentes problemas aparecerían que, posteriormente, requerirían una transformación de este ente. En 1934, durante la tercera administración de Ricardo Jiménez Oreamuno, las funciones de migración de la Junta son trasladadas a una nueva entidad estatal llamada Dirección de Migración y Extranjería, por lo que esta adquiere la nueva denominación de Junta Nacional de Turismo.

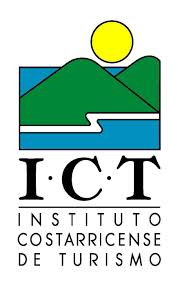
Logo del Instituto Costarricense de Turismo hasta 2019.

La Junta Nacional de Turismo se transformó oficialmente en el Instituto Costarricense de Turismo (ICT) el 9 de agosto de 1955, luego de que la Asamblea Legislativa decretara el 30 de julio la Ley n.º 1.917, Ley Orgánica del Instituto Costarricense de Turismo, que establece una nueva estructura para este ente, así como nuevas funciones, pasando a ser una institución autónoma del Gobierno de Costa Rica.
El 2 de diciembre de 1960, es promulgada por la Asamblea Legislativa la Ley n.° 2.706, Ley de Industria Turística, que declara al turismo como una industria de utilidad pública, o de interés público, así como crea un nuevo impuesto de un 3% al hospedamiento en hoteles, pensiones y establecimiento similares destinado a favor del Instituto Costarricense de Turismo.
El Instituto Costarricense de Turismo recibe una reestructuración durante la primera administración de Óscar Arias Sánchez, en 1986, y es a partir de ella que se crea la figura de ministro de Turismo, rango otorgado al presidente ejecutivo de la institución con el fin de elevar la imagen política del cargo. El primer presidente ejecutivo que recibió este rango fue Luis Manuel Chacón Jiménez, durante el gobierno de Rafael Ángel Calderón Fournier.

## Funciones
De acuerdo con su ley orgánica, el Instituto Costarricense de Turismo tiene, entre algunas de sus funciones, las siguientes:
- Construir, arrendar y administrar hoteles y otras edificaciones, campos de deporte y entretenimiento adecuados al descanso y esparcimiento de los visitantes, así como vías de acceso a los mismos, siempre y cuando la iniciativa privada no actúe en forma satisfactoria.
- Dirigir y efectuar en el exterior, por todos los medios adecuados, la propaganda necesaria para dar a conocer el país, con la finalidad de incrementar la afluencia de visitantes.
- Promover y estimular cualesquiera actividades comerciales, industriales, de transporte, deportivas, artísticas o culturales, que traten de atraer el turismo, brindándole facilidades y distracciones o que den a conocer al país en sus diversos aspectos, especialmente el folklórico.
- Operar los medios de transporte necesarios cuando se haga indispensable asumir tal actividad.
- Proteger y dar a conocer construcciones o sitios de interés histórico, así como lugares de belleza natural o de importancia científica, conservándolos intactos y preservando en su propio ambiente la flora y la fauna autóctonas.
- El mantenimiento de parques nacionales, en los lugares que juzgue convenientes.
- Proteger por todos los medios a su alcance los intereses de los visitantes procurándoles una grata permanencia en el país.
- Promover la responsabilidad social empresarial en la industria turística.

## Estructura
El Instituto Costarricense de Turismo es presidido por un presidente ejecutivo, con rango de ministro y nombrado por el Consejo de Gobierno, al cual además le acompañan otros seis miembros conformando una junta directiva. La institución se estructura en las siguientes direcciones, departamentos y dependencias:

### Direcciones
- La Dirección de Gestión Turística
  - Departamento de Servicio al Turista
  - Departamento de Certificaciones y Responsabilidad Social Turística
  - Departamento de Gestión y Asesoría Turística
  - Departamento de Oficinas de Servicios Turísticos
  - Departamento de Gestión y Apoyo del Centro de Convenciones de Costa Rica
- La Dirección de Planeamiento y Desarrollo
  - Departamento de Desarrollo Turístico
  - Departamento de Planeamiento Turístico
- La Dirección de Mercadeo
  - Departamento de Publicidad e Investigación
  - Departamento de Promoción
- La Dirección Administrativa Financiera
  - Departamento Financiero
  - Departamento de Ingresos
  - Departamento Administrativo
  - Departamento de Gestión del Talento Humano
  - Departamento de Proveeduría

### Organismos desconcentrados
- Comisión Reguladora de Turismo
- Comisión Interinstitucional de Marinas y Atracaderos turísticos (CIMAT)
- Oficina Ejecutora del Proyecto Turístico Golfo de Papagayo

## Titulares
| Nombre                                                                | Período en el cargo      | Período en el cargo     | Partido Político | Administración                          |  |
| Nombre                                                                | Inicio                   | Final                   | Partido Político | Administración                          |  |
| --------------------------------------------------------------------- | ------------------------ | ----------------------- | ---------------- | --------------------------------------- |  |
| Presidentes de la Junta Nacional de Turismo (1931-1955)               |                          |                         |                  |                                         |  |
| Luis Paulino Jiménez Ortiz                                            | 16 de junio de 1931      | 8 de mayo de 1932       | UN               | Cleto González Viquez                   |  |
| Luis Paulino Jiménez Ortiz                                            | 8 de mayo de 1932        | 8 de mayo de 1936       | PRN              | Ricardo Jiménez Oreamuno                |  |
| Luis Paulino Jiménez Ortiz                                            | 8 de mayo de 1936        | 1937                    | PRN              | León Cortés Castro                      |  |
| Eduardo Carrillo Castro                                               | 1937                     | 1939                    | PRN              | León Cortés Castro                      |  |
| Max Gurdián Rojas                                                     | 1939                     | 8 de mayo de 1940       | PRN              | León Cortés Castro                      |  |
| Max Gurdián Rojas                                                     | 8 de mayo de 1940        | 8 de mayo de 1944       | PRN              | Rafael Ángel Calderón Guardia           |  |
| Max Gurdián Rojas                                                     | 8 de mayo de 1944        | 8 de mayo de 1948       | PRN              | Teodoro Picado Michalski                |  |
| Carlos Ventura Soriano                                                | 8 de mayo de 1948        | 8 de noviembre de 1949  | PLN              | Junta Fundadora de la Segunda República |  |
| Carlos Ventura Soriano                                                | 8 de noviembre de 1949   | 8 de noviembre de 1953  | UN               | Otilio Ulate Blanco                     |  |
| Carlos Ventura Soriano                                                | 8 de noviembre de 1953   | 9 de agosto de 1955     | PLN              | José María Figueres Ferrer              |  |
| Presidentes Ejecutivos del Instituto Costarricense de Turismo (1955-) |                          |                         |                  |                                         |  |
| José Raventós Coll                                                    | 9 de agosto de 1955      | 1958                    | PLN              | José María Figueres Ferrer              |  |
| Mario Saborío González                                                | 1958                     | 8 de mayo de 1958       | PLN              | José María Figueres Ferrer              |  |
| Guillermo Gamboa Rodríguez                                            | 8 de mayo de 1958        | 8 de mayo de 1962       | UN               | Mario Echandi Jiménez                   |  |
| Edmundo Gerli González                                                | 8 de mayo de 1962        | 1963                    | PLN              | Francisco Orlich Bolmarcich             |  |
| José Rafael Vega Rojas                                                | 1963                     | 1964                    | PLN              | Francisco Orlich Bolmarcich             |  |
| James Furnis Sagreda                                                  | 1964                     | 8 de mayo de 1966       | PLN              | Francisco Orlich Bolmarcich             |  |
| Stanley Muñoz Sánchez                                                 | 8 de mayo de 1966        | 1967                    | PUN              | José Joaquín Trejos Fernández           |  |
| Enrique Limosner Asensio                                              | 1967                     | 1969                    | PUN              | José Joaquín Trejos Fernández           |  |
| Lanzo Luconi Esquivel                                                 | 1969                     | 8 de mayo de 1970       | PUN              | José Joaquín Trejos Fernández           |  |
| Humberto Pacheco Soto                                                 | 8 de mayo de 1970        | 8 de mayo de 1974       | PLN              | José María Figueres Ferrer              |  |
| Carlos Lara Hine                                                      | 8 de mayo de 1974        | 8 de mayo de 1978       | PLN              | Daniel Oduber Quirós                    |  |
| Enrique Odio Soto                                                     | 8 de mayo de 1978        | 8 de mayo de 1982       | CU               | Rodrigo Carazo Odio                     |  |
| Manuel Montero                                                        | 8 de mayo de 1982        | 1 de septiembre de 1984 | PLN              | Luis Alberto Monge Álvarez              |  |
| Roberto Lobo Araya                                                    | 1 de septiembre de 1984  | 8 de mayo de 1986       | PLN              | Luis Alberto Monge Álvarez              |  |
| Luis Diego Escalante Vargas                                           | 8 de mayo de 1986        | 1986                    | PLN              | Óscar Arias Sánchez                     |  |
| Mario Quirós Lara                                                     | 1986                     | 1988                    | PLN              | Óscar Arias Sánchez                     |  |
| Manuel Gutiérrez Rojas                                                | 1988                     | 8 de mayo de 1990       | PLN              | Óscar Arias Sánchez                     |  |
| Luis Manuel Chacón Jiménez                                            | 8 de mayo de 1990        | 8 de mayo de 1994       | PUSC             | Rafael Ángel Calderón Fournier          |  |
| Carlos Roesch Carranza                                                | 8 de mayo de 1994        | 8 de mayo de 1998       | PLN              | José María Figueres Olsen               |  |
| Aída Faingezicht Waisleder                                            | 8 de mayo de 1998        | 10 de marzo de 1999     | PUSC             | Miguel Ángel Rodríguez Echeverría       |  |
| Eduardo León-Páez Herrera                                             | 16 de marzo de 1999      | 4 de marzo de 2000      | PUSC             | Miguel Ángel Rodríguez Echeverría       |  |
| Wálter Niehaus Bonilla                                                | 4 de marzo de 2000       | 8 de mayo de 2002       | PUSC             | Miguel Ángel Rodríguez Echeverría       |  |
| Rubén Pacheco Lutz                                                    | 8 de mayo de 2002        | 26 de marzo de 2003     | PUSC             | Abel Pacheco de la Espriella            |  |
| Rodrigo Castro Fonseca                                                | 26 de marzo de 2003      | 8 de mayo de 2006       | PUSC             | Abel Pacheco de la Espriella            |  |
| Carlos Benavides Jiménez                                              | 8 de mayo de 2006        | 9 de septiembre de 2009 | PLN              | Óscar Arias Sánchez                     |  |
| Allan Flores Moya                                                     | 10 de septiembre de 2009 | 8 de mayo de 2010       | PLN              | Óscar Arias Sánchez                     |  |
| Carlos Benavides Jiménez                                              | 8 de mayo de 2010        | 4 de abril de 2011      | PLN              | Laura Chinchilla Miranda                |  |
| Allan Flores Moya                                                     | 5 de abril de 2011       | 8 de mayo de 2014       | PLN              | Laura Chinchilla Miranda                |  |
| Wilhelm von Breymann Barquero                                         | 8 de mayo de 2014        | 21 de abril de 2015     | PAC              | Luis Guillermo Solís Rivera             |  |
| Mauricio Ventura Aragón                                               | 1 de mayo de 2015        | 8 de mayo de 2018       | PAC              | Luis Guillermo Solís Rivera             |  |
| María Amalia Revelo Raventós                                          | 8 de mayo de 2018        | 8 de julio de 2020      | PAC              | Carlos Alvarado Quesada                 |  |
| Gustavo Segura Sancho                                                 | 8 de julio de 2020       | 1 de diciembre de 2021  | PAC              | Carlos Alvarado Quesada                 |  |
| Gustavo Alvarado Chaves                                               | 1 de diciembre de 2021   | 7 de mayo de 2022       | PAC              | Carlos Alvarado Quesada                 |  |
| William Rodríguez Lopez                                               | 8 de mayo de 2022        | Actualidad              | PSD              | Rodrigo Chaves Robles                   |  |